# Pistolet Korth
Korth – niemiecki pistolet samopowtarzalny produkowany od połowy lat 80. XX w. przez Korth GmbH. Jest to produkowana w niewielkiej liczbie egzemplarzy rocznie luksusowa broń przeznaczona głównie dla kolekcjonerów. Automatyka tej broni wykorzystuje krótki odrzut lufy, z oryginalnym mechanizmem ryglowym znajdującym się u wylotu lufy.
Korth jest bronią samopowtarzalną, działającą na zasadzie krótkiego odrzutu lufy. Zamek ryglowany jest ryglem wahliwym znajdującym się pod lufą, w pobliżu jej wylotu. Mechanizm spustowo-uderzeniowy kurkowy SA/DA (na życzenie SA). Pistolet zasilany jest z magazynków pudełkowych o pojemności 10-13 naboi. Po wystrzeleniu ostatniego naboju zamek zatrzymuje się w tylnej pozycji na zatrzasku zamka. Zewnętrzna dźwignia zatrzasku zamka znajduje się po lewej stronie szkieletu. Przyrządy celownicze otwarte, składają się z muszki i szczerbinki.